# Liste du patrimoine immobilier classé de Paliseul
Cette page regroupe l'ensemble du patrimoine immobilier classé de la commune belge de Paliseul.
| Objet | Année de construction / Architecte | Adresse | Section communale | Coordonnées                      | Numéro d’inventaire | Illustration                   |
| --- | ---------------------------------- | ------- | ----------------- | -------------------------------- | ------------------- | ------------------------------ |
| Bois d'Houmont |                                    |         |                   | 49° 57′ 29″ nord, 5° 10′ 22″ est | 84050-CLT-0001-01   | Image manquanteTéléverser      |
| Église Saint-Remacle |                                    |         |                   | 49° 56′ 04″ nord, 5° 07′ 07″ est | 84050-CLT-0003-01   | Image manquanteTéléverser      |
| Établissement d'une zone de protection autour de l'église Saint-Remacle |                                    |         |                   | 49° 56′ 02″ nord, 5° 07′ 07″ est | 84050-CLT-0004-01   | Image manquanteTéléverser      |
| Église Saint-Laurent d'Our (façades et toitures) (M) |                                    | Our     | Opont             | 49° 57′ 35″ nord, 5° 07′ 25″ est | 84050-CLT-0005-01   | Église Saint-Laurent d'Our     |
| Mur du cimetière et escalier d'accès au cimetière entourant l'église Saint-Laurent (M) et ensemble formé par l'église, le cimetière et l'espace gazonné situé entre le mur de clôture du cimetière et la voirie y compris la cave qui s'ouvre dans le talus en bordure de la rue de Porcheresse (S). Etablissement d'une zone de protection limitée aux façades des immeubles situés dans les rues entourant l'église et comprenant le pont sur l'Our (ZP) |                                    | Our     | Opont             | 49° 57′ 35″ nord, 5° 07′ 25″ est | 84050-CLT-0006-01   | Église Saint-Laurent et abords |
| Chapelle Saint-Roch et mur de l'enclos rue Saint-Roch (M) et ensemble formé par cette chapelle et la plaine qui l'entoure (S) |                                    |         |                   | 49° 54′ 16″ nord, 5° 08′ 22″ est | 84050-CLT-0007-01   | Chapelle Saint-Roch et plaine  |
| Pont Marie-Thérèse à l'ouest du Moulin de Wes-el-Vaux (M) et ensemble formé par le pont et ses abords (S) (+ LIBIN/Villance) |                                    |         |                   | 49° 58′ 26″ nord, 5° 11′ 20″ est | 84050-CLT-0008-01   | Pont Marie-Thérèse et abords   |
| Pont de la Justice ou Vieux Pont (M) et ensemble formé par le pont et ses abords (S) (+LIBIN/Villance) |                                    |         |                   | 49° 57′ 59″ nord, 5° 11′ 38″ est | 84050-CLT-0009-01   | Pont de la Justice et abords   |
| Pont de Beth sur l'Oûr (M) et ensemble formé par le pont et ses abords (S) |                                    |         |                   | 49° 56′ 37″ nord, 5° 07′ 22″ est | 84050-CLT-0010-01   | Image manquanteTéléverser      |